# SVN Zweibrücken
Sportverein Niederauerbach 1929 Zweibrücken e.V. é uma agremiação esportiva alemã, fundada em 1929, sediada em Zweibrücken, na Renânia-Palatinado.

## História

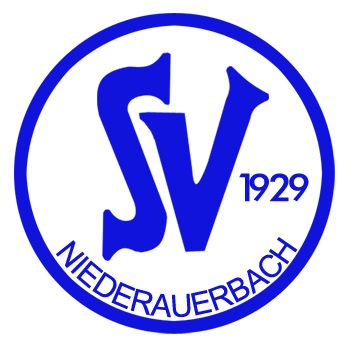
SV Niederauerbach

A associação foi fundada em 1929 como SV Niederauerbach e permaneceu anônima até conseguir o acesso à Verbandsliga Südwest (V). Uma década depois, a equipe conquistou o título da divisão e foi promovida à Oberliga Südwest (V). 
Em 1998, a equipe conseguiu a promoção à Verbandsliga Südwest. Na temporada 2007-2008 conseguiram pela primeira vez o acesso à Oberliga Südwest (V).
Em 1 de julho de 2009 o clube mudou seu nome para SVN Zweibrücken.
O time chegou à final na temporada 2007-2008, da Südwestpokals. O sucesso lhe rendeu um lugar na DFB-Pokal, a Copa da Alemanha, em 2008-2009. Na primeira fase o SV Niederauerbach jogou a 7 de agosto de 2008 contra o 1. FC Köln, mas capitulou diante de 8.500 espectadores pelo placar de 5 a 1 no Pirmasens Sportpark Husterhöhe.
O SV também venceu a Südwest Pokal (SWFV-Verbandspokal) após vencer o SC Idar-Oberstein por 2 a 1, depois de uma prorrogação. Assim, o clube se classificou novamente para a primeira fase da DFB Pokal, 2011-12, em que foi batido por um time da Bundesliga, o FSV Mainz 05. Em 31 de julho de 2011, o SVN Zweibrücken se apresentou diante de 7.165 espectadores no Waldstadion Homburger e foi derrotado por 2 a 1, após prorrogação.

## Títulos
- Verbandsliga Südwest (V) Campeão: 2008;

## Cronologia
| Temporada | Divisão                       | Posição |
| 1999–2000 | Verbandsliga Südwest (V)      | 3°      |
| 2000–01   | Verbandsliga Südwest          | 5°      |
| 2001–02   | Verbandsliga Südwest          | 2°      |
| 2002–03   | Verbandsliga Südwest          | 3°      |
| 2003–04   | Verbandsliga Südwest          | 4°      |
| 2004–05   | Verbandsliga Südwest          | 3°      |
| 2005–06   | Verbandsliga Südwest          | 4°      |
| 2006–07   | Verbandsliga Südwest          | 6°      |
| 2007–08   | Verbandsliga Südwest          | 1° ↑    |
| 2008–09   | Oberliga Südwest (V)          | 13°     |
| 2009–10   | Oberliga Südwest              | 3°      |
| 2010–11   | Oberliga Südwest              | 5°      |
| 2011–12   | Oberliga Südwest              | 2°      |
| 2012–13   | Oberliga Rheinland-Pfalz/Saar | °       |